# Hyphydrus aequatorialis
Hyphydrus aequatorialis är en skalbaggsart som beskrevs av Olof Biström 1983. Hyphydrus aequatorialis ingår i släktet Hyphydrus och familjen dykare. Inga underarter finns listade i Catalogue of Life.